# El Cúcamo
El Cúcamo är en ort i Mexiko.   Den ligger i kommunen Moctezuma och delstaten San Luis Potosí, i den centrala delen av landet, 400 km nordväst om huvudstaden Mexico City. El Cúcamo ligger 1 918 meter över havet och antalet invånare är 357.
Terrängen runt El Cúcamo är kuperad söderut, men norrut är den platt. Runt El Cúcamo är det tätbefolkat, med 591 invånare per kvadratkilometer. Närmaste större samhälle är El Zapote, 16,0 km söder om El Cúcamo. Omgivningarna runt El Cúcamo är i huvudsak ett öppet busklandskap.